# Батарейки, здавайтеся!
«Батарейки, здавайтеся!» — українська громадська соціальна ініціатива, діяльність якої спрямована на впровадження культури належної утилізації небезпечних побутових відходів в Україні, популяризацію збору відпрацьованих елементів живлення, їх переробки та поширення ідей соціального підприємництва у цій галузі.

## Історія
Екологічна ініціатива «Батарейки, здавайтеся!» була започаткована 2013 року у Дніпрі громадською організацією «ЕкоДніпро». З часу створення ініціативи було створено філії та понад 1 500 пунктів прийому батарейок в усіх областях України. Станом на 2018 рік рухом зібрано 200 тонн пальчикових батарейок, які підготовлені для відправлення на переробку до одного із європейських підприємств.

## Діяльність
Організація здійснює роботу за такими напрямками:
- Освітні та інформаційні проєкти з проблеми збору та переробки елементів живлення
- Збір батарейок мережею пунктів прийому
- Робота над централізованою переробкою батарейок, зібраних в Україні
- Участь у створенні законопроєктів з проблеми утилізації елементів живлення
- Сприяння поширенню волонтерської мережі по всій території України
- Збір коштів для здійснення утилізації батарейок.

## Принцип роботи мережі по збору батарейок
Кожен охочий, який хоче стати волонтером ініціативи, може відкрити пункт прийому відпрацьованих батарейок у будь-якому громадському місці, офісі чи в житловому будинку свого населеного пункту, зареєструвавши його у мережі «Батарейки, здавайтеся!» під відмітками «відкритий для всіх» чи «приватний» та «звичайний» чи «перевалочний». Відкриті для всіх пункти створюються переважно у громадських місцях, приватні — в офісах тощо. Звичайні пункти прийому здійснюють прийом батарейок об'ємами до 1 кг, перевалочні — до 50 кг. У результаті збору партій певного об'єму батарейки транспортуються до перевалочних та центральних пунктів, з яких великими партіями відправляються на переробку.
Всі фінансові витрати покриваються за рахунок відкритої краудфандингової платформи руху.